# Фойсдорф
Фойсдорф (нем. Feusdorf) — община в Германии, в земле Рейнланд-Пфальц. 
Входит в состав района Вульканайфель. Подчиняется управлению Обере Килль.  Население составляет 548 человек (на 31 декабря 2010 года). Занимает площадь 4,42 км².